# August Sävström
August Vilhelm Sävström, född 25 mars 1879 i Söderala församling, Gävleborgs län, död 24 mars 1960 i Stockholm (Kungsholm), var en svensk socialdemokratisk politiker och talman i riksdagens andra kammare.

## Biografi
Sävström var brädgårdsarbetare vid Ljusnebolaget, sedermera pråmskeppare, studerade vid Brunnsviks folkhögskola 1907–1908. Han var ombudsman i Templarorden från 1910 samt dennas ordenschef 1914–1922.
Sävström var riksdagsledamot i andra kammaren 1912–1952 (1912–1921 för Hälsinglands södra valkrets, 1922–1952 för Gävleborgs läns valkrets) och talman i andra kammaren 1933–1952. Han var ledamot av Jordbruksutskottet 1918–1920, Kristidsutskottet 1918 och från 1921 ledamot av Konstitutionsutskottet (även vice ordförande).
Sävström var ledamot av försvars- och skolkommittéer och blev statsrevisor 1924. Han var överrevisor vid Statens Järnvägar 1935–1950, ledamot av kommittén för Gustaf V:s 80-årsfond 1939 och ordförande i 1943 års radioutredning. Sävström författade memoarerna En talmans levnadsminnen (1949). Han ligger begravd på Spånga kyrkogård i Stockholm.

## Utmärkelser
- Riddare och Kommendör av Kungl. Maj:ts Orden (Serafimerorden), 6 juni 1953.[6]
- Konung Gustaf V:s jubileumsminnestecken med anledning av 90-årsdagen (1948)[7]